# Emmersbæk Station
Emmersbæk Trinbræt (tidligere Terpet Trinbræt) er et dansk trinbræt i byen Hirtshals i Nordjylland. Det betjener bydelen Emmersbæk i den sydlige del af Hirtshals. 
Emmersbæk Trinbræt ligger på Hirtshalsbanen mellem Horne Station og Lilleheden Trinbræt. Trinbrættet åbnede i 1925. Det betjenes i dag af tog fra Nordjyske Jernbaner, der kører hyppige lokaltog mellem Hirtshals og Hjørring, hvorfra der er forbindelse videre til Frederikshavn og Skagen den ene vej eller til Aalborg og Skørping den anden vej.

## Historie
Trinbrættet åbnede under navnet Terpet Trinbræt den 18. december 1925, da Hirtshalsbanen blev indviet.

## Trafik
Trinbrættet betjenes af tog fra Nordjyske Jernbaner, der kører hyppige lokaltog mellem Hirtshals og Hjørring, hvorfra der er forbindelse videre til Frederikshavn og Skagen den ene vej eller til Aalborg og Skørping den anden vej.